# Zsoldos Márton
Zsoldos Márton (Budapest, 1977. augusztus 9. –) magyar természetfestő és illusztrátor.

## Élete
Családjával 1987-től Halászteleken élt, majd onnan házasságkötését követően költözött ismét Budapestre. Édesapja Zsoldos Árpád, környezeti nevelő, ornitológus, természetvédő és madárhanggyűjtő. Gyermekkora óta fest és rajzol elsősorban a természethez kapcsolható tárgykörökben. A Duna melletti Halászteleken eltöltött évek és családjától kapott természetszeretet inspirálta kezdeti alkotásait. A kedvtelésnek indult természetfestés azonban felelős munkavégzésévé vált, hiszen 2000-ben megbízták az első illusztrációs munka elvégzésével. Egészen 2005-ig főállásban kertészként dolgozott és csak mellette mellékállásban illusztrált. Művészetének fejlesztése érdekében sokat tanult más festőktől, könyvekből, de mindezt autodidakta módon, mert művészeti iskolát nem végzett. 2005 óta alkot főállásban, mint természetfestő és illusztrátor.

## Munkássága
„Ars poetica”-ja szerint a természet iránti csodálatát és tiszteletét akarja kifejezni munkáival és vizuálisan felhívni mások figyelmét a pótolhatatlan, alapvető, és egyedüli értékekre. Illusztrációs munkái tanösvényeken, CD-borítókon, plakáton, folyóiratokban, könyvekben és egyéb kiadványokban jelentek meg. Több képét akril festékkel készítette, de az elmúlt időszakban munkái gouache-sal is készülnek. Képei jelentős részét jellemzően az „első kézből szerzett” információk alapján készíti, ezért terepen megfigyeli és megfesti azokat. Több alkalommal vett részt külföldi „felfedező utakon”, ahonnan gazdag képanyaggal tért haza. A 2001 óta évente megrendezésre kerülő Tatai Vadlúd Sokadalom résztvevőjeként több festményt is készített a nem mindennapi természeti jelenségről. A 9. Vadlúd Sokadalom 2009-ben került megrendezésre, mely a látogatók és a vadludak számát tekintve is csúcsokat döntögetett.

### Egyéni kiállítások
- 2003 Zöld Galéria, Budapest
- 2004 Általános Művelődési központ, Halásztelek
- 2007 Zöld Galéria, Budapest

### Illusztrációk
- 2001 Madárdalok a kertben és a ház körül, CD-hez készült füzet életképei: Szerző: Magyar Madártani és Természetvédelmi Egyesület (MME) Szerkesztő: Zsoldos Árpád Kiadó: MME Kiadás helye: Budapest
- 2001 Madárdalok Magyarországról 1-3, CD-hez készült füzet életképei Szerkesztő: Zsoldos Árpád
- 2001 Velünk élő világ az erdő, kiadvány az erdő élővilágáról Kiadó MMe Kiadás helye: Budapest ISBN 963-0090-01-5
- 2002 Madárbarát Magyarország, útmutató füzet madarászoknak
- 2004 Tanítói kincsestár Magyarország vadon élő emlősei, segédanyag
- 2005 Tanítói kincsestár Állatok a ház körül, segédanyag
- 2005 Madárbarát kert, könyv
- 2005 Élősködés, könyv
- 2006 Tanítói kincsestár Díszállatok, segédanyag
- 2007 A természet kincseskamrája, könyv Kiadó: Szalay könyvkiadó és Kereskedőház Kft ISBN 9789639677814
- 2007 Védett hal, kétéltű, és hüllőfajaink, plakát
- 2007 Fessünk akvarellel madarakat, Kiadó: Cser könyvkiadó ISBN 9789639759299
- 2008 Sas hegy tanösvény
- 2008 Madártávlat folyóirat címlapja
- 2008 Pálfája tanösvény Nagykőrös, tanösvény füzet
- 2008 Tatai Vadlúd Sokadalom logója
- 2008-tól Magyar Gombász folyóirat illusztrátora
- 2009 Gombagyűjtési kódex, kiadvány

## Galéria

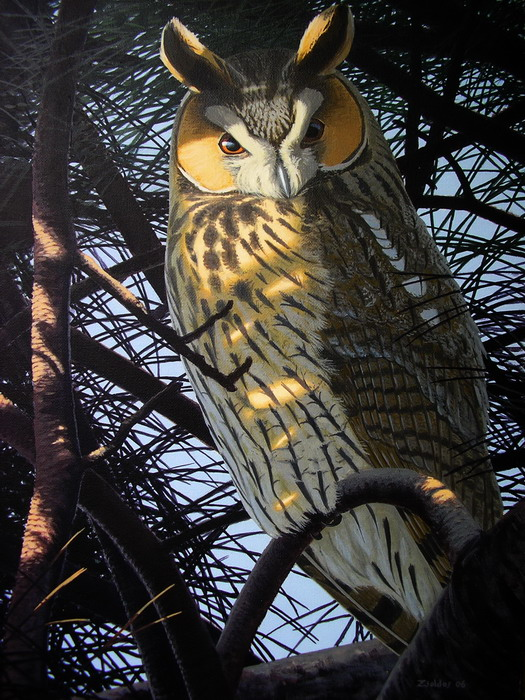
Erdei fülesbagoly 2006 akril kasírozott vásznon
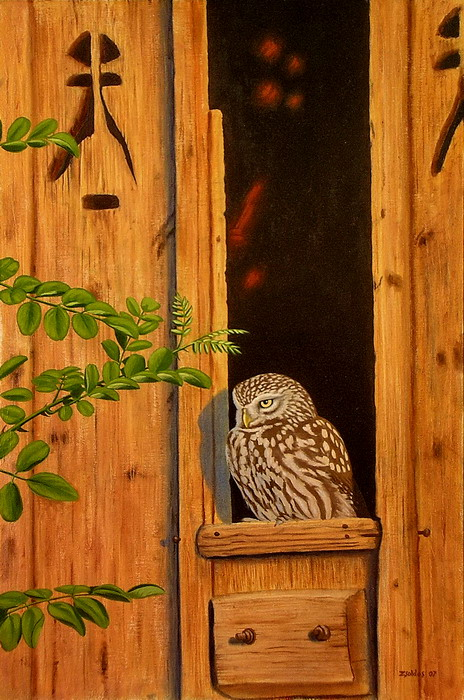
Kuvik 2007 olaj kasírozott vásznon
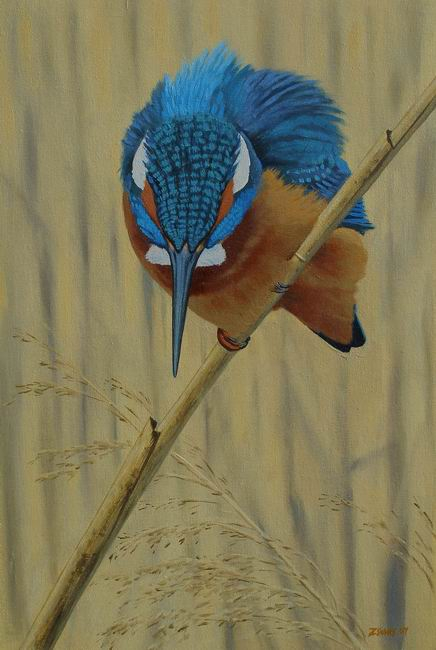
Jégmadár 2007 olaj kasírozott vásznon
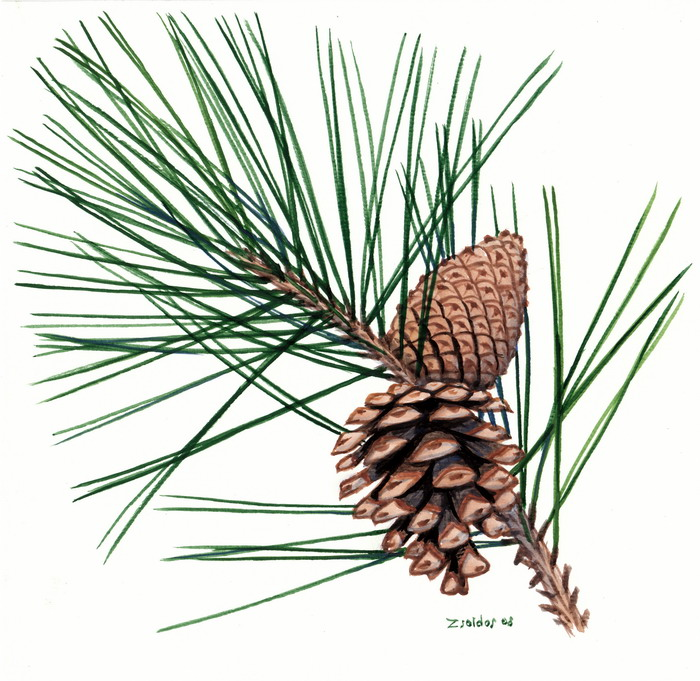
Fekete fenyő 2008. gouache papíron
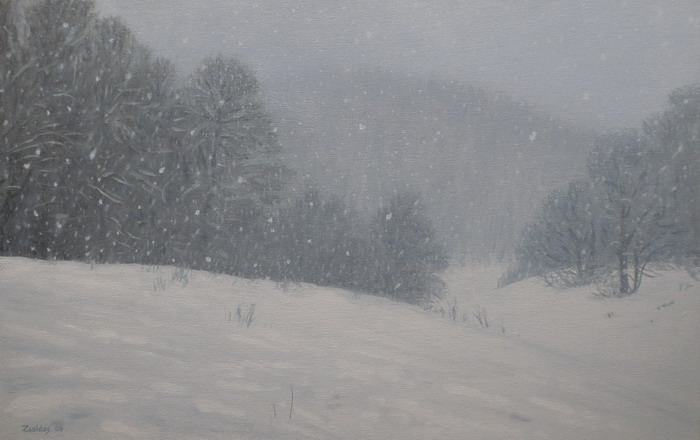
Havazás 2009. olaj kasírozott vásznon
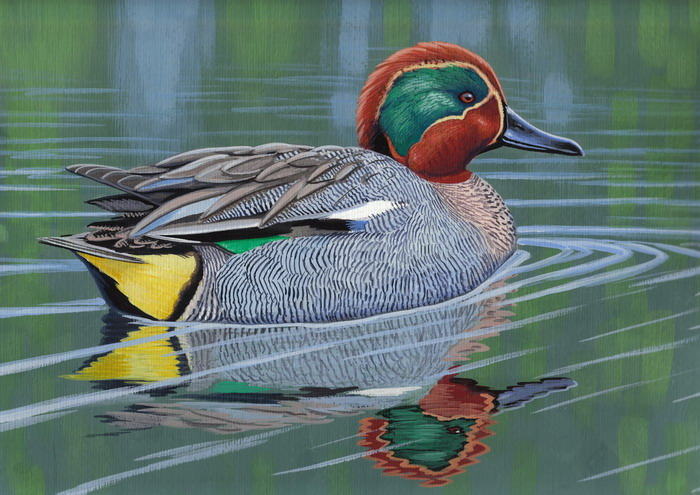
Csörgő réce 2009. gouache papíron
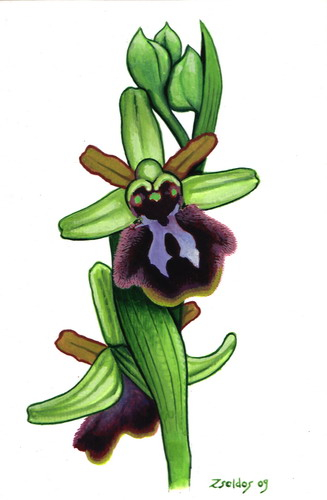
Pókbangó 2009. gouache papíron
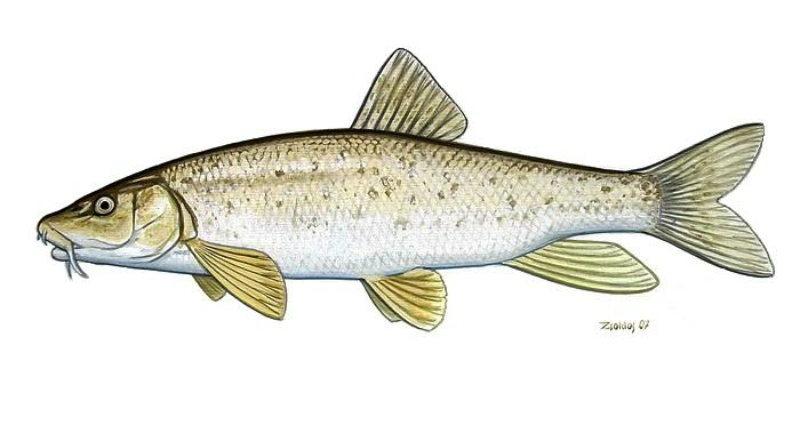
Petényi-márna 2007. A4-es méretű festőkartonon gouache festékkel